# Taille-douce
 (août 2022).
Si vous disposez d'ouvrages ou d'articles de référence ou si vous connaissez des sites web de qualité traitant du thème abordé ici, merci de compléter l'article en donnant les références utiles à sa vérifiabilité et en les liant à la section « Notes et références ».

Des creux sont créés sur la plaque (l'échelle des creux, souvent microscopiques, n'est pas représentative sur ce dessin schématique).

La plaque est recouverte d'encre.

L'encre en excès est essuyée de la plaque, mais les rainures restent remplies.

Le papier est posé et pressé contre la plaque, par une presse ou un rouleau.

Le papier est retiré, l'encre présente dans les creux a été transférée sur le papier.

La taille-douce est l'ensemble des procédés de gravure en creux sur une plaque de métal. Elle s'oppose à la taille d'épargne. Dans la première, l'encre se dépose dans les creux, tandis que dans la seconde, l'encre est appliquée en surface. L'impression de la plaque de métal se fait sur une presse à taille-douce.

## Définition et types de procédés
Au sens premier, la taille-douce fait référence à la gravure au burin, héritée des orfèvres. Par extension, la taille-douce s'est ensuite vue désigner tous les procédés de gravure en creux sur métal. De par l'importance des supports de cuivre dans la taille-douce, le terme se confond avec celui de chalcographie (gravure sur cuivre).
En 1797 est créé le département de la Chalcographie du Louvre, rattaché aujourd'hui au département des arts graphiques du musée du Louvre.
Néanmoins, la taille-douce se pratique également sur d'autres métaux, tels que le zinc ou le laiton.
Les procédés de gravure en taille-douce sont généralement divisés en deux catégories : 
- La taille directe, lorsque l'artisan grave directement la plaque de métal : gravure au burin, gravure à la pointe sèche, pointillé, manière noire.
- La taille indirecte, lorsque la gravure résulte de la morsure d'un acide : eau-forte, gravure au lavis, aquatinte, vernis mou, manière de crayon.

## Histoire
Maso Finiguerra (1426-1464), orfèvre et graveur florentin qui s'est distingué par son usage du niellage, serait l'inventeur du principe de la taille-douce, par le contrôle de son travail de gravure lors du transfert de noir de fumée sur un tissu. La taille-douce voit son essor lié à l'imprimerie et à l'utilisation du papier.
Dès 1488, Michelet Topie de Pymont, actif à Lyon, imprime un Voyage de Breydenbach qui, pour la première fois en France, est illustré de gravures en taille-douce.
Au XVIIe siècle, la gravure en taille-douce rencontra un immense succès auprès des graveurs et imprimeurs d'images ou de livres illustrés. Elle fut aussi très populaire pour illustrer un accessoire de mode très en vogue, l'écran à main qui servait aux dames pour se prémunir le visage de la chaleur trop vive des feux de cheminée.

## Applications industrielles
La grande précision de dessin permise par la taille-douce l'a notamment destinée à la fabrication de billets de banque et de timbres postaux.
La technique de la gravure à la taille-douce a permis également à l'industrie du funéraire de s'étendre sur le granit noir fin poli comme un miroir, pour arriver à faire des monuments personnalisés.
Cette gravure est réalisée avec des pointes à tracer au diamant. Dans le dépoli ainsi obtenu, on passe une peinture pour donner tout son éclat à cette gravure et pour qu'elle résiste aux intempéries.
Contrairement à la taille douce sur métal où les traits sont croisés, sur le granit, les traits sont verticaux.
- « Lettres patentes du roy, portant règlement & statuts pour la communauté des imprimeurs en taille-douce de la ville & fauxbourgs de Paris », XVIIe siècle.

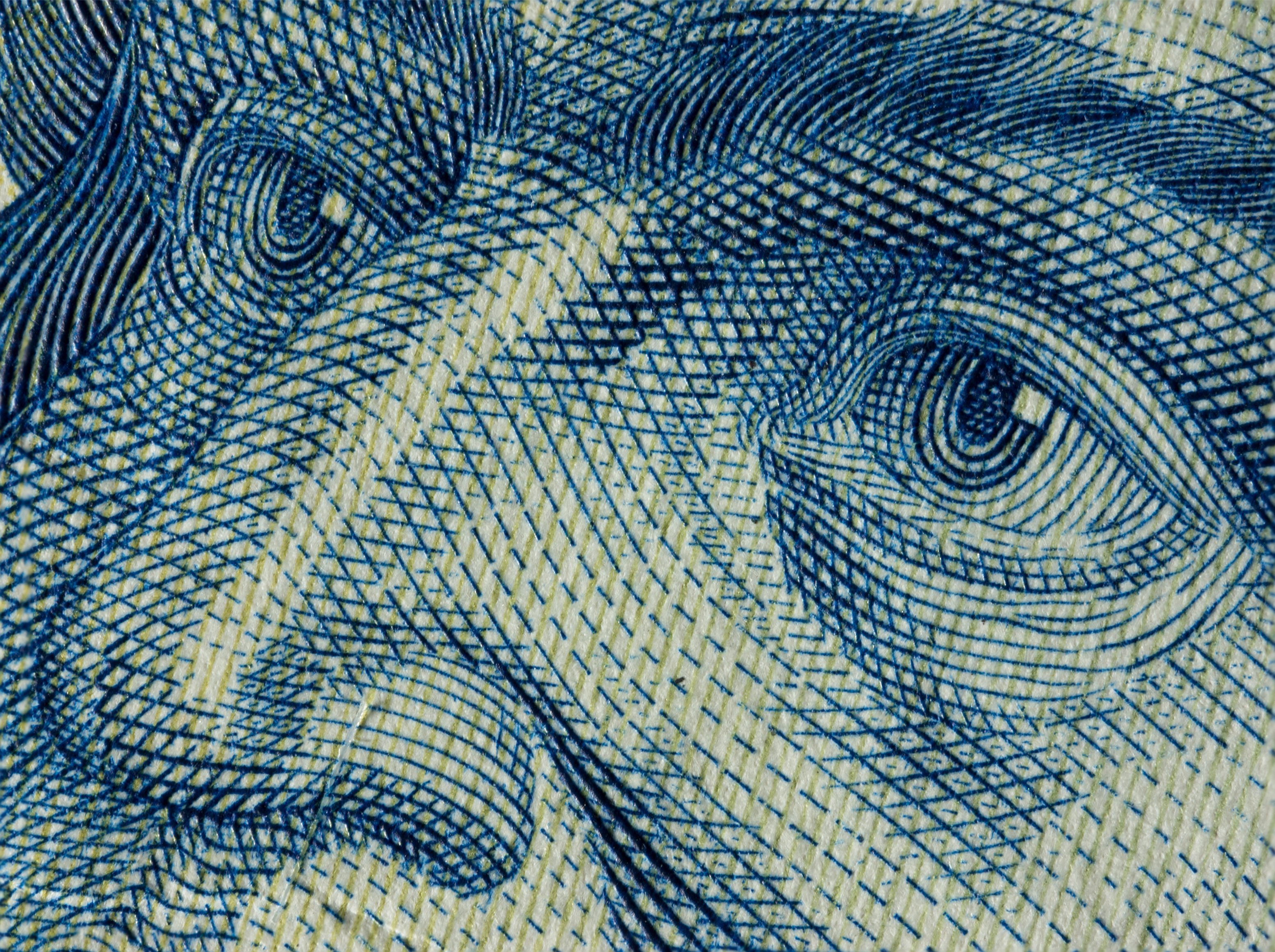
Gros plan sur les motifs obtenus par impression taille-douce d'un billet de banque en forint hongrois.
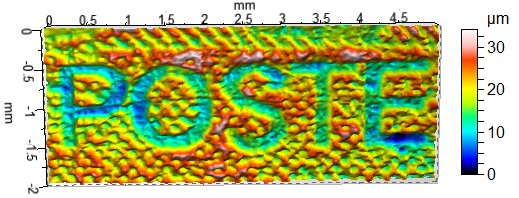
Micro-topographie d'un timbre-poste français d'usage courant (détail) montrant l'épaisseur d'encre obtenue par le procédé de taille-douce. Les caractères « POSTE » apparaissent sur le timbre en blanc sur fond rouge, et correspondent donc à une absence d'encre. La mesure a été réalisée à l'aide d'un profilomètre, et la fausse couleur représente l'altitude microscopique selon la légende figurant à droite.

### Billets de banque
Afin d'imprimer un billet de banque, le graveur trace à l'aide d'un burin, ou d'une pointe-sèche, le dessin à reproduire à l'envers sur un poinçon de métal doux. Après d'éventuelles corrections, le graveur va durcir le poinçon pour obtenir une version définitive. Pour l'acier, le poinçon est placé dans un four à 850 °C avec du cyanure de sodium, puis est refroidi dans l'eau (technique de l'acier trempé).
Pour imprimer le dessin, le poinçon est enduit d'encre, le surplus est essuyé à la tarlatane, au papier de soie et enfin avec la paume de la main, préalablement enduite d'un peu de blanc d'Espagne. Il ne reste de l'encre que dans les tailles. Une feuille humidifiée est appliquée sur le poinçon puis pressée avec une presse à taille-douce.

### Timbres postaux
Dans le cas des timbres postaux, le poinçon originel durci est reproduit pour composer une matrice, qui va permettre d'imprimer une feuille complète de timbres. Cette feuille peut être fabriquée sur une plaque ou sur un cylindre appelé virole (impression rotative). Le poinçon originel durci va servir de matrice et sera appliqué sur un cylindre de métal mou (molette) pendant une heure, en exerçant une forte pression. On crée quelques exemplaires sur molette en vérifiant qu'ils sont identiques.
Après que les poinçons obtenus par la molette ont durci, ils permettent de reproduire selon les mêmes opérations des dizaines de poinçons qui seront organisés en planches ou en cylindres. Une fois ces derniers confectionnés, l'impression commence.
On remarque que, par la reproduction par deux fois du poinçon original pour obtenir les poinçons de planches, l'image gravée initialement à l'envers est imprimée à l'endroit sur le timbre. Les poinçons en métal s'usent progressivement et doivent être régulièrement remplacés, surtout dans l'impression des timbres en grand nombre. Il arrive que l'usure d'une planche de poinçons ne soit pas remarquée à temps et que des défauts s'impriment sur un ou plusieurs timbres de la planche finale.
Les philatélistes parlent de « variétés » et de « types » pour désigner des timbres légèrement différents des autres.
En 2023, le ministère de la Culture français a inclus l'« art du timbre-poste gravé en taille-douce » à l'inventaire national du Patrimoine Culturel Immatériel (catégorie « savoir-faire »).